# Ophiolycus purpureus
Ophiolycus purpureus is een slangster uit de familie Ophiomyxidae.
De wetenschappelijke naam van de soort werd in 1846 gepubliceerd door Magnus Wilhelm von Düben & Johan Koren.